# 保罗·斯蒂尔
保罗·斯蒂尔（英語：Paul Steele，1957年12月5日—），加拿大男子赛艇运动员。他曾代表加拿大参加1984年和1988年夏季奥林匹克运动会赛艇比赛，其中1984年奥运会获得一枚金牌。